# هنري فيبس جونيور
هنري فيبس جونيور (بالإنجليزية: Henry Phipps, Jr.)‏ هو رائد أعمال أمريكي، ولد في 27 سبتمبر 1839 في فيلادلفيا في الولايات المتحدة، وتوفي في 22 سبتمبر 1930 في نك الكبرى ‏ في الولايات المتحدة.